# David Rasnick
David Rasnick es un químico y biólogo conocido por su activismo en el área del negacionismo del VIH/sida.

## Educación y opiniones
David Rasnick recibió un doctorado en química del Instituto de Tecnología de Georgia en 1978. En una entrevista de 1998, Rasnick declaró que había estudiado a las proteasas y sus inhibidores durante veinte años. De acuerdo con PubMed, Rasnick ha contribuido con 18 publicaciones científicas sobre estudios relacionados con las proteasas.
Rasnick es más conocido por sus puntos de vista con respecto al negacionismo del VIH/sida, compartida con un pequeño grupo compuesto en su mayoría por no científicos. Su afirmación (que el VIH no es la causa principal del SIDA) los pone en conflicto con la comunidad científica. En cuanto a su nivel de conocimientos sobre el VIH/SIDA, Rasnick ha declarado que su investigación sobre las proteasas de las ratas no está relacionado con el VIH/SIDA:

...my own research...had nothing to do with AIDS.

Rasnick ha propuesto que la prueba del VIH sea prohibida.

## Trabajo con la fundación Rath
David Rasnick ha trabajado con Matthias Rath en Sudáfrica, donde han hecho hincapié en los supuestos riesgos de los antirretrovirales e instaron a los pacientes con VIH/sida a abandonar la terapia antirretroviral y utilizar suplementos vitamínicos y nutricionales en su lugar. David Rasnick y la Fundación Rath se convirtieron en el objeto de una demanda por la Treatment Action Campaign (TAC) en Sudáfrica. La demanda fue presentada como resultado de los ensayos clínicos llevados a cabo por David Rasnick y la Fundación Rath que no fueron aprobados por las autoridades competentes de Sudáfrica ni pasaron por ningún tipo de evaluación de ética médica. Los ensayos incluían reclutar sudafricanos pobres con VIH, instruyéndolos a no tomar las efectivas terapias antirretrovirales, y dándoles en su lugar suplementos vitamínicos.Estos ensayos resultaron en al menos cinco muertes conocidas por TAC, y posiblemente hasta doce muertes.
En junio de 2008, la corte de justicia de Sudáfrica falló en contra de Rasnick y otros acusados asociados con la Fundación Rath, declarando sus estudios sobre vitaminas ilegales y se prohibió la publicación de falsos anuncios de vitaminas. Asimismo, la Corte declaró que las autoridades de salud de Sudáfrica tienen la obligación de investigar y detener las actividades ilegales de Rasnick y la Fundación Rath.

## Afirmaciones de afiliación universitaria
David Rasnick ha afirmado ser un académico visitante en la Universidad de California en Berkeley. Sin embargo, en respuesta a un editorial de 2006 en la que David Rasnick afirmaba su afiliación con la universidad, el presidente de Biología Molecular y Celular de la Universidad de California, Berkeley, escribió:

Entiendo que David Rasnick afirmó tener una afiliación con nuestro departamento en un artículo. David Rasnick no tiene ninguna afiliación con la Universidad de California, Departamento de Biología Molecular y Celular. Uno debería obviamente preocuparse ya que alguien que falsifica su propia afiliación también puede tergiversar los datos y argumentos en otras áreas.

David Rasnick respondió:

Mi posición como académico visitante en la Universidad de Berkeley fue finalizada, sin mi conocimiento, en el año 2005, después de que me mudé a SA. Ahora listo mi afiliación como Investigador Senior de la Fundación del Dr. Rath.

Los críticos de la ortodoxia del SIDA debe ser tan prístinos como sea posible. De lo contrario, somos objeto de ataques en lugar de que hagan frente a nuestros argumentos, como lo demuestran los comentarios del profesor Harland.